# Göteborg Friidrott GP 2020
Der Göteborg Friidrott GP 2020 war eine Leichtathletik-Veranstaltung, die am 29. August 2020 im Slottsskogsvallen im schwedischen Göteborg stattfand. Die Veranstaltung war Teil der World Athletics Continental Tour und zählte zu den Bronze-Meetings, der dritthöchsten Kategorie dieser Leichtathletik-Serie.

## Resultate

### Männer

#### 400 m
| Platz | Athlet                  | Land | Zeit (s) |
| ----- | ----------------------- | ---- | -------- |
| 1     | Carl Bengtström         | SWE  | 46,40 PB |
| 2     | Rabah Yousif            | GBR  | 46,56    |
| 3     | Tobias Lange            | GER  | 47,34    |
| 4     | Nick Ekelund-Arenander  | SWE  | 47,37    |
| 5     | Felix Francois          | SWE  | 47,70    |
| 6     | Gustav Lundholm Nielsen | DEN  | 47,72    |
| 7     | Torben Junker           | GER  | 47,87    |
| 8     | Karl Wållgren           | SWE  | 49,11    |

#### 800 m
| Platz | Athlet           | Land | Zeit (min) |
| ----- | ---------------- | ---- | ---------- |
| 1     | Daniel Rowden    | GBR  | 1:44,74 PB |
| 2     | Andreas Kramer   | SWE  | 1:45,34    |
| 3     | Piers Copeland   | GBR  | 1:46,24 PB |
| 4     | Filip Sasínek    | CZE  | 1:46,24 PB |
| 5     | Peter Bol        | AUS  | 1:46,25    |
| 6     | Guy Learmonth    | GBR  | 1:46,32 SB |
| 7     | Craig Engels     | USA  | 1:47,10 SB |
| 8     | Žan Rudolf       | SVN  | 1:47,64 SB |
| 9     | Johan Rogestedt  | SWE  | 1:47,72 SB |
| 10    | Joakim Andersson | SWE  | 1:50,21    |
|       | Joshua Ralph     | AUS  | DNF        |

#### 1500 m
| Platz | Athlet               | Land | Zeit (min) |
| ----- | -------------------- | ---- | ---------- |
| 1     | Samuel Pihlström     | SWE  | 3:47,75    |
| 2     | Arvid Öhrn           | SWE  | 3:48,81    |
| 3     | Hampus Börjesson     | SWE  | 3:49,36 PB |
| 4     | Alexander Nilsson    | SWE  | 3:49,99    |
| 5     | Leo Magnusson        | SWE  | 3:51,29    |
| 6     | Gustav Berlin        | SWE  | 3:52,67    |
| 7     | Olof Silvander       | SWE  | 3:52,84    |
| 8     | Anders Grahl         | SWE  | 3:59,00    |
| 9     | Markus Kirk Kjeldsen | DEN  | 4:00,91    |
|       | Joahn Lamm           | SWE  | DNF        |
|       | Estifanos Faid       | ETH  | DNF        |

#### 5000 m
| Platz | Athlet                  | Land | Zeit (min)     |
| ----- | ----------------------- | ---- | -------------- |
| 1     | Stewart McSweyn         | AUS  | 13:09,83 MR SB |
| 2     | Matthew Ramsden         | AUS  | 13:16,63 PB    |
| 3     | Suldan Hassan           | SWE  | 13:18,01 NU23R |
| 4     | Jonas Raess             | SUI  | 3:20,08 PB     |
| 5     | Ryan Gregson            | AUS  | 13:25,06 PB    |
| 6     | Hugo Hay                | FRA  | 13:27,47 PB    |
| 7     | Emil Millán De La Oliva | SWE  | 13:29,59 NU20R |
| 8     | Matthew Hughes          | CAN  | 13:30,65       |
| 9     | Jonny Davies            | GBR  | 13:31,24       |
| 10    | Julien Wanders          | SUI  | 13:34,88 SB    |
| 11    | Simon Debognies         | BEL  | 13:36,68 PB    |
| 12    | Maximilian Thorwirth    | GER  | 13:37,33       |
| 13    | Emil Danielsson         | SWE  | 13:47,65 PB    |
| 14    | Samuel Tsegay           | ERI  | 13:49,73 SB    |
| 15    | David Nilsson           | SWE  | 13:52,61       |
| 16    | Daniel Lundgren         | SWE  | 13:57,21       |
| 17    | Vidar Johansson         | SWE  | 13:58,05 PB    |
| 18    | Jonatan Fridolfsson     | SWE  | 13:58,47 PB    |
| 19    | Mikael Ekvall           | SWE  | 14:00,61 SB    |
| 20    | Omar Nuur               | SWE  | 13:36,68       |
|       | John Foitzik            | SWE  | DNF            |
|       | Mohammad Reza           | SWE  | DNF            |
|       | Arvid Öhrn              | SWE  | DNF            |
|       | Adam Czerwiński         | POL  | DNF            |
|       | Hampus Börjesson        | SWE  | DNF            |

#### Weitsprung
| Platz | Athletin              | Land | Weite (m) |
| ----- | --------------------- | ---- | --------- |
| 1     | Thobias Montler       | SWE  | 8,11      |
| 2     | Andreas Carlsson      | SWE  | 7,79 SB   |
| 3     | Andreas Otterling     | SWE  | 7,42      |
| 4     | Christopher Ullmann   | SUI  | 7,41 w    |
| 5     | Maximilian Entholzner | GER  | 7,39      |
| 6     | Benjamin Gföhler      | SUI  | 7,32      |

#### Dreisprung
| Platz | Athletin       | Land | Weite (m) |
| ----- | -------------- | ---- | --------- |
| 1     | Erik Ehrlin    | SWE  | 15,51     |
| 2     | Artur Engström | SWE  | 14,86     |

#### Kugelstoßen
| Platz | Athlet             | Land | Weite (m) |
| ----- | ------------------ | ---- | --------- |
| 1     | Wictor Petersson   | SWE  | 20,48     |
| 2     | Viktor Gardenkrans | SWE  | 18,65     |
| 3     | Jesper Arbinge     | SWE  | 18,55     |

### Frauen

#### 100 m
| Platz | Athlet          | Land | Zeit (s) |
| ----- | --------------- | ---- | -------- |
| 1     | Amy Hunt        | GBR  | 11,39 SB |
| 2     | Fatou Sowe      | GAM  | 11,57    |
| 3     | Mathilde Kramer | DEN  | 11,71    |
| 4     | Lisa Lilja      | SWE  | 11,87 SB |

Wind: +1,8 m/s

#### 800 m
| Platz | Athlet           | Land | Zeit (min)    |
| ----- | ---------------- | ---- | ------------- |
| 1     | Raevyn Rogers    | USA  | 2:01,24 MR SB |
| 2     | Keely Hodgkinson | GBR  | 2:01,78 PB    |
| 3     | Christina Hering | GER  | 2:03,01       |
| 4     | Nadia Power      | IRL  | 2:03,15       |
| 5     | Lovisa Lindh     | SWE  | 2:03,53       |
| 6     | Shannon Rowbury  | USA  | 2:04,46       |
| 7     | Mari Smith       | GBR  | 2:05,65       |
|       | Lovisa Linde     | SWE  | DNF           |

#### 1500 m
| Platz | Athlet                  | Land | Zeit (min) |
| ----- | ----------------------- | ---- | ---------- |
| 1     | Melissa Courtney-Bryant | GBR  | 4:05,07    |
| 2     | Jessica Hull            | AUS  | 4:05,47    |
| 3     | Katie Snowden           | GBR  | 4:09,63 SB |
| 4     | Meraf Bahta             | SWE  | 4:10,43    |
| 5     | Genevieve Gregson       | AUS  | 4:10,76    |
| 6     | Hanna Hermansson        | SWE  | 4:11,33    |
| 7     | Rosie Clarke            | GBR  | 4:11,42    |
| 8     | Marta Pen               | POR  | 4:16,95    |
| 9     | Sarah Healy             | IRL  | 4:19,34    |
|       | Ellie Baker             | GBR  | DNF        |

#### 5000 m
| Platz | Athlet           | Land | Zeit (min)  |
| ----- | ---------------- | ---- | ----------- |
| 1     | Lisa Bergdahl    | SWE  | 16:56,07 PB |
| 2     | Linnea Sennström | SWE  | 17:03,04    |
| 3     | Johanna Anvell   | SWE  | 17:06,48 PB |
| 4     | Johanna Larsson  | SWE  | 17:15,81 SB |
| 5     | Ida Tryggveson   | SWE  | 17:55,38    |
| 6     | Kerstin Axelsson | SWE  | 18:30,55    |
|       | Meraf Bahta      | SWE  | DNF         |

#### 400 m Hürden
| Platz | Athlet           | Land | Zeit (s) |
| ----- | ---------------- | ---- | -------- |
| 1     | Line Kloster     | NOR  | 57,15    |
| 2     | Lina Nielsen     | GBR  | 57,61    |
| 3     | Agata Zupin      | SVN  | 58,00    |
| 4     | Hanna Palmqvist  | SWE  | 58,03    |
| 5     | Viivi Lehikoinen | FIN  | 59,38    |
| 6     | Martha Rasmussen | DEN  | 59,82    |
| 7     | Elise Malmberg   | SWE  | 59,99 SB |
| 6     | Emelie Öberg     | SWE  | 63,61 PB |

#### 3000 m Hindernis
| Platz | Athlet            | Land | Zeit (min)  |
| ----- | ----------------- | ---- | ----------- |
| 1     | Linn Söderholm    | SWE  | 09:50,17 PB |
| 2     | Julia Samuelsson  | SWE  | 10:19,74    |
|       | Emma Dahl         | SWE  | DNF         |
|       | Genevieve Gregson | AUS  | DNF         |

#### Hochsprung
| Platz | Athletin          | Land | Höhe (m) |
| ----- | ----------------- | ---- | -------- |
| 1     | Erika Kinsey      | SWE  | 1,87     |
| 2     | Sofie Skoog       | SWE  | 1,84     |
| 3     | Mari Klaup-McColl | EST  | 1,75     |
| 3     | Panayiota Dosi    | GRC  | 1,75     |
| 5     | Matilda Nilsson   | SWE  | 1,75 SB  |
| 6     | Ellen Ekholm      | SWE  | 1,75     |

#### Stabhochsprung
| Platz | Athletin           | Land | Höhe (m) |
| ----- | ------------------ | ---- | -------- |
| 1     | Angelica Bengtsson | SWE  | 4,53     |
| 2     | Holly Bradshaw     | GBR  | 4,48     |
| 3     | Sophie Cook        | GBR  | 4,13     |
| 4     | Michaela Meijer    | SWE  | 4,13     |

#### Weitsprung
| Platz | Athletin         | Land | Weite (m) |
| ----- | ---------------- | ---- | --------- |
| 1     | Khaddi Sagnia    | SWE  | 6,75 w    |
| 2     | Jazmin Sawyers   | GBR  | 6,59 w    |
| 3     | Yanis David      | FRA  | 6,53 w    |
| 4     | Tilde Johansson  | SWE  | 6,40 w    |
| 5     | Malin Marmbrandt | SWE  | 6,32 w    |
| 6     | Emilia Kjellberg | SWE  | 6,06 w    |

#### Dreisprung
| Platz | Athletin            | Land | Weite (m) |
| ----- | ------------------- | ---- | --------- |
| 1     | Rebecka Abrahamsson | SWE  | 13,28     |
| 2     | Thilda Särnevång    | SWE  | 11,91     |
| 3     | Nora Jolbäck        | SWE  | 11,59     |

#### Kugelstoßen
| Platz | Athletin          | Land | Weite (m) |
| ----- | ----------------- | ---- | --------- |
| 1     | Fanny Roos        | SWE  | 18,19     |
| 2     | Frida Åkerström   | SWE  | 16,90     |
| 3     | Sara Lennman      | SWE  | 16,32     |
| 4     | Axelina Johansson | SWE  | 16,14     |
| 5     | Maria Nilsson     | SWE  | 14,45     |
| 6     | Emilia Malmehed   | SWE  | 13,36     |